# Trante-Heidi Anderson
Trante-Heidi Anderson (1946) es una botánica, micóloga, taxónoma alemana, desarrollando actividades académicas y científicas en el Instituto Federal de Biología del Suelo, Centro de Investigaciones Agrícolas, Braunschweig, Alemania.

## Algunas publicaciones
- klaus heinz Domsch, walter Gams, traute-Heidi Anderson. 1996. Compendium of Soil Fungi. 2ª edición de	IHW-Verlag, 672 pp. ISBN 3930167697, ISBN 9783930167692

- traute-Heidi Anderson, klaus heinz Domsch, j. Bodenstein. 1974. A Partially Computerized Documentary System for Microscopic Soil Fungi. Ed. Inst. Bodenbiol. Datenverarbeit, 14 pp.

- -----------------------------. 1971. Tolerogenic Effects of Soluble Erythrocyte Antigens in Neonatal and Adult Mice. Ed. University of Wisconsin--Madison, 54 pp.

### Capítulos de libros
- traute-Heidi Anderson, klaus heinz Domsch. 1995. Effects of Soil Structure on Microbial Biomass 325 En bobby a. Stewart, k.h. Hartge. Soil Structure: Its Development and Function. Advances in Soil Science 7, p. 320-351. Edición ilustrada de CRC Press, 448 pp. ISBN 1566701732, ISBN 9781566701730
- La abreviatura «T.-H.Anderson» se emplea para indicar a Trante-Heidi Anderson como autoridad en la descripción y clasificación científica de los vegetales.[3]

- Portal:Biografías. Contenido relacionado con Botánica.
- Portal:Biología. Contenido relacionado con Micología.